# گذرگاه‌های مرزی ایران
 گذرگاه مرزی به یک محل عبور و مرور در مرز اطلاق می شود که با توافق کشورها به عنوان مبادی ورودی و خروجی رسمی افراد و کالا تبدیل می شود و با استقرار ادارات مربوطه کنترل می گردد.
انواع گذرگاه ها: ۳ گذرگاه مرز زمینی (به وسیله جاده و راه آه ، گذرگاه مرز دریایی(در بنادر با کشتی) و گذرگاه مرز هوایی( از طریق فرودگاه ها) را شامل می شود. معمولاً در همه گذرگاه ها با استقرار پایانه های مرزی حمل کالا و مسافر ، اداره گمرگ و پلیس گذرنامه امورات انجام می شود.
ایران ۲۱ پایانه مرزی مسافری و ۵۰ پایانه مرزی کالا با همسایگان دارد.

تعداد پایانه‌های مرزی ایران از ۹ پایانه در سال ۱۳۵۷، با ۲۴ مورد افزایش، به ۳۳ پایانه مرزی مجهز در سال ۱۳۸۷ ارتقاء یافت
فارس: در هشت‌ماهه سال جاری میزان صادرات
صادرات از بازارچه‌های مرزی ۶۲/۲۴۵ میلیون دلار بوده‌است در حالی که ۵۰ درصد از بازارچه‌های مرزی کشور سهمی در صادرات ندارند.
از میزان صادرات بازارچه‌های مرزی به لحاظ ارزشی در هشت‌ماهه سال جاری بازارچه‌های زیر صادرات داشته‌اند.
- بازارچه پرویز خان
- ۱۷/۶۲ میلیون دلارسلام
- بازارچه پیرانشهر تمرچین ۷/۴۱ میلیون دلار
- بازارچه گیله سردشت ۷۵/۳۳ میلیون دلار
- بازارچه یزدان ۵۶/۲۰ میلیون دلار
- بازارچه شوشمی ۲۲/۱۱ میلیون دلار
- بازارچه میلک ۱۸/۸ میلیون دلار
- بازارچه کوهک - سراوان ۰۱/۸ میلیون دلار
- بازارچه باجیگیران ۸۳/۶ میلیون دلار
- بازارچه دو کوهه با ۶۶/۶ میلیون دلار
- بازارچه میرجاوه ۶۱/۶ میلیون دلار
- بازارچه میل ۷۵ با ۵۹/۶ میلیون دلار
- بازارچه پیشین ۰۵/۴ میلیون دلار
- بازارچه میل ۷۳ با ۹۳/۳ میلیون دلار
- بازارچه سیف سقز با ۰۷/۳ میلیون دلار

بنابراین گزارش بازارچه پرویز خان با ۳۹/۲۶ درصد سهم فعالترین بازارچه مرزی به لحاظ ارزشی بوده‌است و بازارچه‌های پیرانشهر - تمرچین با ۷/۱۷ درصد سهم، گیله سردشت، ۳/۱۴ درصد سهم، یزدان ۷۳/۷۸ درصد سهم شوشمی ۰۲/۵ درصد سهم میلک ۴۷/۷۳ درصد سهم، کوهک سراوان ۴/۳ درصد سهم، باجگیران ۹/۲ درصد سه، دو کوهه ۸۳/۲ درصد سهم، میرجاوه ۸۱/۲ درصد سهم، میل ۵۷ با ۸/۲ درصد سهم، پیشین ۷۲/۱ درصد سهم، میل ۷۳ با ۶۷/۱ درصد سهم و بازارچه سیف - سقز با ۳/۱ درصد سهم بیشترین سهم را به لحاظ ارزش در صادرات بازارچه‌های مرزی داشته‌اند.
۵۰ درصد از بازارچه‌های مرزی کشور صادرات ندارند
بازارچه‌های شیخ صله، جلفا، آبادان، صنم بلاغی، توردوز، رازی - خوی، مهران، خرمشهر، گمشاد، ساری سو، جالق، سرو، سیرانبند و کنگ کمترین سهم را به لحاظ ارزشی در صادرات بازارچه‌های مرزی داشته‌اند.
بدین ترتیب از ۲۸ بازارچه مرکزی کشور ۱۴ بازارچه به لحاظ ارزشی سهمی کمتر از یک درصد در صادرات داشته‌اند به عبارت دیگر ۵۰ درصد از بازارچه‌های مرزی کشور در حالت رکود یا تعطیلی کامل به لحاظ صادرات هستند.
گمرک آستارا بیشترین تجارت چمدانی را دارد
کاپی کوی (مرز رازی)، ساری سو (مرز بازرگان) و اسن دره (سرو) مرز نوردوز در مسیر جاده مرزی جلفا به خدا آفرین، شهر آگاراک استان سیونیک
به گزارش فارس و بنابر جداول آماری گمرک گمرکات آستارا با ۶۲/۵۲ درصد سهم، بیله سوار با ۱۱/۱۳ درصد، لطف آباد با ۱۵/۱۲، سرو با ۷/۹ درصد سهم، جلفا با ۸۳/۴ درصد سهم، ینچه برون با ۴/۲ درصد سهم، سرخس با ۲/۲ درصد سهم و گمرک باجگیران با ۱۵/۱ درصد سهم فعالترین گمرکات کشور در صادرات از محل تجارت چمدانی به لحاظ ارزشی بوده‌اند.
بدین ترتیب در هشت‌ماهه سال جاری میزان صادرات از محل تجارت چمدانی به لحاظ ارزش ۴۵/۲۹۲ میلیون دلار و میزان صادرات از بازارچه‌های مرزی ۶۲/۲۴۵ میلیون دلار بوده‌است.

## فهرست گذرگاه های مرزی ایران
| ردیف | نام گذرگاه           | استان                   | شهرستان         | تاریخ افتتاح | امکانات                                                  |
| ---- | -------------------- | ----------------------- | --------------- | ------------ | -------------------------------------------------------- |
| ۱    | گذرگاه مرزی ریمدان   | استان سیستان و بلوچستان | شهرستان دشتیاری | ۱۳۹۹         | پایانه و بازارچه مرزی                                    |
| ۲    | گذرگاه مرزی پیشین    | استان سیستان و بلوچستان | شهرستان راسک    | ۱۴۰۰         | پایانه و بازارچه مرزی                                    |
| ۳    | گذرگاه مرزی کوهک     | استان سیستان و بلوچستان | شهرستان سراوان  | ۱۴۰۳         | پایانه و بازارچه مرزی                                    |
| ۴    | گذرگاه مرزی میرجاوه  | استان سیستان و بلوچستان | شهرستان میرجاوه | ۱۲۹۷         | پایانه و بازارچه مرزی ، منطقه ویژه اقتصادی میرجاوه       |
| ۵    | گذرگاه مرزی میلک     | استان سیستان و بلوچستان | شهرستان هیرمند  | ۱۳۸۴         | پایانه و بازارچه مرزی بخشی منطقه آزاد تجاری-صنعتی سیستان |
| ۶    | گذرگاه مرزی ماهیرود  | استان خراسان جنوبی      | شهرستان سربیشه  | ۱۳۸۶         | پایانه و بازارچه مرزی                                    |
| ۷    | گذرگاه مرزی دوغارون  | استان خراسان رضوی       | شهرستان تایباد  | ۱۳۰۰         | منطقه آزاد تجاری-صنعتی دوغارون پایانه و بازارچه مرزی     |
| ۷    | گذرگاه مرزی لطف‌آباد  | استان خراسان رضوی       | شهرستان درگز    | ۱۳۷۲         | پایانه و بازارچه مرزی                                    |
|      | گذرگاه مرزی سرخس     | استان خراسان رضوی       | شهرستان سرخس    | ۱۳۷۱         | منطقه آزاد تجاری-صنعتی سرخس پایانه و بازارچه مرزی        |
| ۷    | گذرگاه مرزی باجگیران | استان خراسان رضوی       | شهرستان قوچان   | ۱۳۷۵         | پایانه و بازارچه مرزی                                    |

## بازارچه مرزی
بازارچه‌های مرزی محوطه‌ای است محصور، واقع در نقطه صفر مرزی که اهالی دو طرف مرز می‌توانند تولیدات و محصولات کشور خود را با رعایت مقررات صادرات و واردات برای داد و ستد در این بازارچه‌ها عرضه نماید. در بازارچه مرزی امکان ورود و خروج افراد و گردشگر به کشور مقابل وجود ندارد.